# IA-complet
L'expression IA-complet, formée par allusion à NP-complet et Turing-complet, désigne un problème dont on suppose que la résolution est en fait équivalente à la création d'une intelligence artificielle générale (souvent définie comme une intelligence artificielle au moins aussi compétente que l'humain pour pratiquement n'importe quelle tâche cognitive).
Par exemple, la compréhension automatique des langues à un niveau humain a longtemps été considérée comme IA-complète, car elle requiert une compréhension approfondie des concepts associés aux textes, mais aussi la capacité à intégrer et à relier ces informations de manière cohérente. De même, la vision par ordinateur et la capacité à gérer des situations réelles imprévues ont également été considérées comme des problèmes IA-complètes par le passé.